# 魔改造
魔改造（まかいぞう）は、対象を非常に大きく作り替えること、元の意味や用途と大きく逸脱した形に改造することを意味する俗語（スラング）である（広義）。
狭義としては、フィギュアやガレージキットにて市販の美少女美女フィギュアの衣服を削り取り、裸もしくはそれに近いエロチックな状態に改造することを指す。

## 概要
「魔改造」の語源はマンガ『プラモ狂四郎』の劇中、薩摩模型同人会に所属する南郷快山が使った飛行機のプラモが変形・合体してロボットになる改造から採られたものであり、元々はフィギュア用語ではなくプラモデル用語で、「標準的な性能、ルールやマナーを逸脱した行為」というニュアンスが含まれることから流用されていった。
フィギュアを裸にする改造は、当初御魔改造（おまかいぞう）とも呼ばれ、『プラモ狂四郎』における「魔改造」とは区別されていた。
2001年時点では性的・エロティックな改造を意味する言葉として「淫改造」も使われていたが、2ちゃんねる（現：5ちゃんねる）の「魔改造スレッド」によって「魔改造」が言葉として定着し、「淫改造」は使われなくなった。
「魔改造」は、シンナーなどで衣服にあたる部分の塗装を剥がす程度の改造から、フルスクラッチに近い改造まで多岐にわたる。
レジンキャスト製フィギュアにヤスリやパテで改造を施す場合と、PVC製フィギュアから溶剤を使って塗装を剥がす場合に大別される。
また、逆に衣服を着せる改造を施すこともある。これは『仮面ライダーカブト』の劇中用語を流用し、「プットオン」と呼ぶことがある。なお、反意語の「キャストオフ」も脱衣の別名として流用されることがあるが、こちらは改造に頼らず、元々の製品状態で衣服を脱がすことが可能な場合において主に使用される。

## 歴史

### 初期の魔改造
魔改造の歴史は古く、1980年代に『機動戦士ガンダム』や『うる星やつら』や『ミンキーモモ』といった美少女をモチーフとしたフィギュアが販売されるようになったのと同時期に発生したと考えられる。
まず、模型雑誌や『ファンロード』誌上の投稿コーナーで、ガンダムのキャラクターフィギュア（女性キャラクターばかりではなかった）をベースに他のアニメ作品のキャラクターに似た衣類への変更などの改造が施される中で、フラウ・ボゥやセイラ・マスを水着姿に改造するという記事が、他のガンプラの改造記事と共に掲載され始めた。
やがてフィギュアモデルが増えていき、中でも『うる星やつら』のラムなどは元々ビキニ姿であるため、発売の時点で雑誌『宇宙船』別冊の記事において「ヌードのフィギュアが君の手元に」などと書かれていた。その後、小中学生向けのプラモ改造入門書の中には、その改造例として「ビキニにやすりをかけて裸にしちゃおう!」といった記事を載せているものも存在した。
魔改造は完全に個人の趣味の範疇にあり、それを公の場で公開・販売すると言った動きは見られなかった。これはフィギュアを販売したメーカーや、原型師が改造に不快感を示すことがあるため、一種のマナーとして公の場での公開を控える傾向があったためである。

### 魔改造の一般化
2001年前後に魔改造を施したフィギュアがYahoo! オークション（現：ヤフオク!）に出品され、高値で落札されたためにモデラーに注目された。インターネットオークションなどを利用した改造フィギュアの販売は、著作権の侵害にあたり処罰の対象となりうるが、個人間の取引として黙認されているのが現状である。しかし、2011年に『仮面ライダーW』のフィギュアをフルスクラッチで製作し、東映の許諾を受けないままネットオークションで販売した玩具店経営者が著作権法違反で逮捕された例がある。
同じ頃、2ちゃんねるの模型板のYahoo! オークションスレッドから魔改造専門のスレッド（「みんなで御魔改造」）が派生し、活動が活発化する。このスレッドの常連だったコテハン「裸族」（2009年9月13日死去）が、スレッドの常連らの後押しで魔改造を専門に取り扱ったHPを作成。その中でコンスタントに作品を発表する一方、魔改造勝負や魔改造コンペを開催するなど、魔改造シーンの盛況に一役買っていった。特に、メディアワークス刊『フィギュアマニアックス』に掲載されている「魔改造への招待」では、著作権者の許可を取った上でフィギュアに魔改造を施している。

### 近年の動向
その後、2007年3月25日放送の『中井正広のブラックバラエティ』では著作権者の許可を取った上、公共の電波で魔改造の模様が放送された。それにより「裸族」のWebサイト「裸族電網空間」にアクセスが集中し、一時ダウンする事態となっている。また『電撃ホビーマガジン』2007年6月号において、“女性型ロボットを人間の裸体をモチーフにした状態に改造する行為”が魔改造に含まれることが、「裸族」によって雑誌媒体で公言され、同単語が意味する範囲が大きく広がることとなった。
なお、ガレージキットメーカーが次々とPVC製完成品へと主流商品を変更していくのに伴い、レジンキャストキットの改造例が徐々に減少し、PVC製完成品を改造する例が急激に増加する傾向にある。さらにはPVC製完成品の商品自体に、最初から脱衣状態で商品化した物や、コスチュームが脱着できるキャストオフと呼ばれる物も多く発売されるようになっている。
半軟質素材であるPVCは削ったりパテ盛りで成形したりといった改造が難しい。レジンキャストの加工性はそれよりはましだが高額である。2015年シリーズ開始した「フレームアームズ・ガール」以後台頭した美少女キャラクタープラモデル（美プラ）は、フィギュアの既製品のコレクションからユーザー独自のカスタマイズへのステップアップを阻んでいた素材物性面の障壁を取り除き、加工が容易なプラ模型の豊富な改造ノウハウを利用できる選択肢としても受け入れられた。
元々プラモデルはPVCフィギュアに比べ人肌や髪、衣装など軟質の表現が苦手だったため、美プラは少女キャラクターとはいってもMS少女に類するメカニック部分の多いデザインから始まったが、メーカー側でも魔改造的な需要に応えるように、より人体に近いプロポーションを志向する製品が現れるようになり、「創彩少女庭園」のようにメカ要素を完全に廃したものもある。

## 影響
魔改造はガレージキットフィギュアの歴史の暗部ではあるが、メーカーの発展を遂げた原動力となっていたことは否定できないとする意見もある。
その認知度が高まるにつれ、「魔改造しやすいように作りました」と（裏で）公言するメーカーや、魔改造は認めていないものの、衣服を別パーツで制作し、本体に接着してから販売するメーカーが現れた。例えばスカートをはいたフィギュアの場合、下半身の構造が複雑になってしまい型を作りにくいことから、（衣服を着用した）上半身・下半身・スカートの3パーツに分割して成形し、貼り合わせることは以前から行われていたが、これはあくまで製作工程上の都合によるものであった。しかし、魔改造が認知されるにつれ、衣装を取り外すことを念頭に置き、一体成形したボディに別途作成した衣装を貼り合わせるという、一種の着せ替え人形のような構造の製品が登場するようになった。
また、魔改造が普及するにつれ、違法コピーされたガレージキットを改造してインターネットオークションなどで販売する業者が激増してしまうという悪影響も及ぼしている。

## 道具
基本工作が、服を削るという行為だった事もあり、スピンヤスリや芸人サンダーといった「削る」ための自作工具に魔改造コミュニティが飛びつき、業界に広まった。

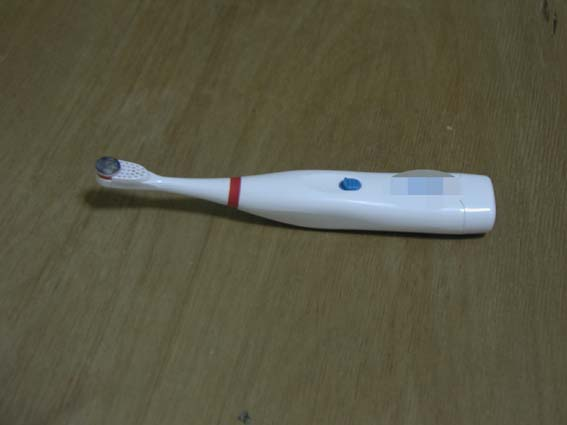
スピンヤスリ
一部モデラーの間で使われるにとどまっていた、電動歯ブラシの先に紙やすりを接着した新しい概念のサンディングツールであるが、ガレージキットディーラー「うさPハウス」主宰の相田和与が発表したことで多くのモデラーに広まった。2003年5月にエビス堂のホームページ上で紹介された。

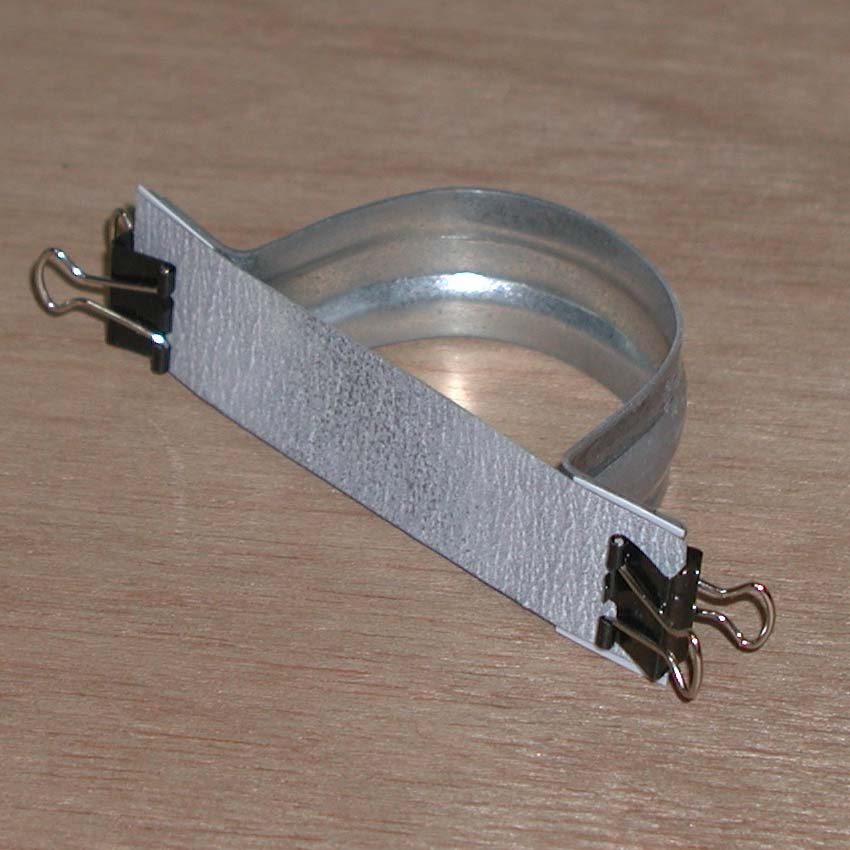
芸人サンダー
複製をはじめとする、ガレージキットの様々な技術を紹介するサイト「エビス堂」芸人が発表し、広まった。金属サドルに紙やすりをWクリップなどで着けた物。曲面へのヤスリがけに、威力を発揮する。
調色パテ
PVC製完成品フィギュアが一般化するにつれ、改造後に塗装するのではなく、調色したパテを使用するという作例が、雑誌媒体やインターネットオークションに登場するようになった。

## 語の解釈・利用の拡大
フィギュアにとどまらず、何らかの物品に対して本質が変わってしまうほどの大幅（過剰）な改造を施す行為を指して「魔改造」と呼ぶこともある。
- 鉄道において「魔改造」とは、事情により余剰となった特急型車両や急行形車両として活躍していた車両を近郊形車両へ転用するなどの改造を施した車両[注釈 4]など、内外装の大幅変更などの改造を施した鉄道車両の大幅な改造を指す言葉となっている[16][17]。
- 玩具「ベイブレード」では、本来は公式のパーツを組み合わせてカスタマイズするものだが、これに小〜大規模な改造を施したベイを作成する事が散見され当初は「違法改造ベイ」「脱法改造ベイ」などと呼ばれていたが、この他にロック関係部分以外のパーツを一切使わずレイヤーを市販のハンドスピナーやベアリングなどをベースに使いオリジナルの改造を施したものが登場しこれらも含めて「魔改造ベイ」と呼ばれている。ただしその後同一の作者達による独自にデザインしたレイヤーを3Dプリンタによる出力や鋳造などによってホワイトメタルやチタンなどで完全新規で作成したものも登場しこれらも「魔改造ベイ」と呼ぶ傾向にある。これらの「魔改造ベイ」同士で対戦した動画はYouTube上で公開され一定の人気を博している。
- この他、大幅な改造が施された兵器を指す言葉として使われる事が多い（例：世界初の航空母艦であるフューリアス や航空自衛隊のF-4EJ改、イスラエル国防軍の旧型車両を巧みに転用した改造兵器など）。
- NHK総合テレビにて毎月最終木曜日に放送されているテレビ番組『魔改造の夜』では、日常用の家電品や犬の玩具といった製品を改造し、スペックを極端にあげてしまうこと、と定義された[18]。
- 日本のプロ野球においても、結果を残せていない投手や発展途上の投手を、球速アップとコントロール改善によって豪腕へと再生させる（特に倉野信次を指す）俗称としても使われる[19][20]。
- 通常のバスをバニラカーに改造する架装業者は「魔改造士」と呼ばれている[15]。

### 中国語における魔改
魔改（魔改。ピン音：mó gǎi）は中国語圏で用いられるサブカル用語のひとつで、公式側ではなくあくまでファン側が用いる言葉。日本語における「魔改造」が中国語圏に持ち込まれる際に「魔改」となったもの。中国語における魔改の原義は、既製品のフィギュアを個人的な嗜好のもとに改造することをさす。おもに改造の規模の小さいものをハックと呼ぶのに対し、規模の大きいものを魔改と呼ぶ。
現在は兵器に対する兵器娘、戦艦大和に対する宇宙戦艦ヤマトなど、おもに概念の大改造を指して用いる。コンピューターゲームにおいては、日本版のソーシャルゲームを繁体字版として台湾企業がリリースする際、あるいは簡体字版として中国企業がリリースする際、日本版にはない強化改造や機能追加、機体追加が施されることを魔改と呼ぶ。狭義では京都アニメーションによるアニメ化にともなう改変をもさす。転じて、一部では歌曲の翻訳や替え歌、画像改変にもこの言葉を用いる場合がある。
また自作パソコンにおいては、モバイル向けCPUに変換基盤を取り付けてデスクトップPCで使えるようにした魔改CPUなるものが2019年頃から中国のネット通信販売サイト上で出回っている。

## 関連書籍
- 裸族 『魔改造への招待 〜美少女フィギュア改造講座〜』 メディアワークス〈Dセレクション〉、2006年 ISBN 978-4840232982
- 裸族『魔改造への招待2 〜美少女フィギュア改造講座〜』 アスキー・メディアワークス〈電撃ホビーブックス〉、2010年 ISBN 978-4048687966

作者急逝のため、本文が未完となっている。